# 白井久也
白井久也（しらい ひさや、1933年9月9日- ）は、日本のジャーナリスト、研究者。

## 略歴
愛媛県出身。別名・富士太郎。早稲田大学商学部卒。1958年朝日新聞入社、大阪・東京本社経済部および外報部勤務をへて、75年モスクワ支局長。79年編集委員。93年に定年退社後、94年から99年まで東海大学平和戦略国際研究所教授。日露歴史研究センター代表、学校法人杉野学園理事。シベリア抑留、ゾルゲ事件などを研究する。

## 著書
- 『危機のなかの財界 企業と成長は永遠か』サイマル出版会 1973
- 『新しいシベリア 希望の大地からの報告』サイマル出版会 1976
- 『現代ソビエト考』朝日イブニングニュース社 1981
- 『モスクワ食べ物風土記』恒文社 1990
- 『未完のゾルゲ事件』恒文社 1994
  - 『ゾルゲ事件の謎を解く　国際諜報団の内幕』社会評論社 2008 増補版
- 『ドキュメントシベリア抑留 斎藤六郎の軌跡』岩波書店 1995
- 『明治国家と日清戦争』社会評論社 1997
- 『検証 シベリア抑留』平凡社新書 2010

### 共編著・監修
- 『松前重義 わが昭和史』構成、朝日新聞社 1987
- 佐藤清 画・文『シベリア抑留 歴史の流れの中で』監修、ヒューマン社, 1997
- 『日本の大難題 この国はどうなるどうすべきか』安藤博共著、平凡社新書 2000
- 『ゾルゲはなぜ死刑にされたのか 「国際スパイ事件」の深層』小林峻一共編、社会評論社 2000
- 『国際スパイ・ゾルゲの世界戦争と革命 Рихард Зорге』編著、社会評論社 2003
- 編『ゾルゲ事件資料集 米国公文書』社会評論社 2007

### 翻訳
- エレーナ・L.カタソノワ『シベリアに架ける橋 斎藤六郎全抑協会長とともに』橋本ゆう子 訳、監修 恒文社 1997
- エレーナ・L.カタソノワ 関東軍兵士はなぜシベリアに抑留されたか 米ソ超大国のパワーゲームによる悲劇』監訳 社会評論社 2004